# Dihammaphora signaticollis
Dihammaphora signaticollis là một loài bọ cánh cứng trong họ Cerambycidae.